# Rock and Roll Over
Rock and Roll Over è il quinto album in studio dei Kiss pubblicato per la prima volta l'11 novembre 1976 per l'etichetta discografica Casablanca Records.

## Il disco
Rock and Roll Over segna un ritorno alle sonorità hard rock semplici e graffianti degli album degli esordi dopo il successo di vendite faticosamente raggiunto dall'album precedente (Destroyer) solo grazie alla ballad Beth e non ai brani che presentavano sonorità più elaborate.
L'album è stato registrato nello Star Theatre di New York nel settembre del 1976. Per ottenere delle sonorità adatte al genere per quanto riguarda le percussioni, Peter Criss registrò le proprie parti di batteria all'interno dei servizi del teatro, comunicando via collegamento video con i compagni del gruppo.
Il batterista è inoltre il cantante principale del brano Hard Luck Woman, il cui singolo estratto dall'album riuscirà ad entrare nella Top 20 statunitense, arrivando fino alla quindicesima posizione. Rock and Roll Over ha vinto un disco d'oro (primo album dei Kiss che ha ottenuto questo riconoscimento) e due di platino.
Tornano a dominare nell'album i temi spensierati e le melodie dolci di brani come I Want You, Mr. Speed e Makin' Love che vengono sapientemente impreziositi dagli efficaci assoli di Ace Frehley.
Gene Simmons è autore di Calling Dr. Love, brano famoso per il riff iniziale e che diventerà un classico dei concerti dei Kiss negli anni a seguire.

## Tracce
1. I Want You – 3:02 (testo: Paul Stanley)
2. Take Me – 2:53 (testo: Stanley, Sean Delaney)
3. Calling Dr. Love – 3:41 (testo: Gene Simmons)
4. Ladies Room – 3:25 (testo: Simmons)
5. Baby Driver – 3:39 (testo: Peter Criss, Stan Penridge)
6. Love 'Em and Leave 'Em – 3:41 (testo: Gene Simmons)
7. Mr. Speed – 3:19 (testo: Paul Stanley, Sean Delaney)
8. See You in Your Dreams – 2:31 (testo: Gene Simmons)
9. Hard Luck Woman – 3:32 (testo: Paul Stanley)
10. Makin' Love – 3:12 (testo: Paul Stanley, Sean Delaney)

## Formazione
- Paul Stanley: voce principale o secondaria, chitarra ritmica, primo assolo di chitarra nella prima traccia[5]
- Gene Simmons: voce principale o secondaria, basso, chitarra ritmica nella quarta traccia
- Ace Frehley: chitarra solista
- Peter Criss: batteria, voce principale in Baby Driver e Hard Luck Woman o secondaria